# L Devine
L Devine, pseudonimo di Olivia Rebecca Devine (Whitley Bay, 21 giugno 1997), è una cantante e cantautrice britannica.
Il suo stile è un pop dalle sonorità dance definite "orecchiabili ed emotivamente vulnerabili".

## Biografia

### Formazione
L Devine è nata nel 1997 a Whitley Bay, una cittadina costiera vicina a Newcastle upon Tyne. Quando aveva sette anni, formò il suo primo gruppo musicale, i Safety Pinz, che erano ispirati al punk dei Clash e i Sex Pistols. Si diplomò alla Newcastle High School for Girls nel 2015. La sua cover di Mine di Beyoncé caricata su YouTube catturò l'attenzione del produttore Mickey Valen, che incoraggiò la ragazza a intraprendere la carriera musicale.

### Carriera
Dopo essere stata messa sotto contratto dalla Warner Records, L Devine esordì con l'EP del 2017 Growing Pains, promosso da un corto di dieci minuti diretto da Emil Nava, che aveva precedentemente collaborato con Rihanna e Selena Gomez. Nel 2018, L Devine pubblicò il secondo EP Peer Pressure, anch'esso promosso da un filmato di Nava. Peer Pressure contiene l'omonimo singolo, introdotto da una citazione del film Schegge di follia. Il novembre dello stesso anno, L Devine venne inserita in una lista di YouTube Music dedicata ad "artisti da tenere d'occhio nel 2019"; nello stesso mese, la sua traccia Nervous venne inserita in una playlist di BBC Music Introducing.
Nel 2019, L Devine co-scrisse Mean That Much con i Rudimental e Next Mistake con gli Icona Pop; la cantante prese anche parte al Great Escape Festival 2019.
Nel 2020 fu la volta di Sad Songs, una collaborazione con Route 94. L'artista venne inserita nella lista "Essential New Artists for 2020" stilata da NME.
Nel 2024 L Devine pubblicò per l'etichetta indipendente AWAL il suo primo album in studio Digital Heartifacts.

## Vita privata
Nel 2018, L Devine si dichiarò lesbica.

## Discografia

### Album in studio
- 2024 – Digital Heartifacts

### Singoli
- 2017 – School Girls
- 2018 – Peer Pressure
- 2018 – Can't Be You
- 2018 – Nervous
- 2019 – Naked Alone
- 2019 – Peachy Keen
- 2020 – Boring People
- 2020 – Don't Say It
- 2021 – Girls Like Sex
- 2021 – Priorities
- 2023 – Push It Down
- 2023 – Miscommunikaty
- 2023 – Laundry Day
- 2023 – Slippin Away

### EP
- 2017 – Growing Pains
- 2018 – Peer Pressure
- 2021 – Near Life Experience: Part 1
- 2021 – Near Life Experience: Part 2